# 大深站
大深站是一个漳泉肖线上的铁路车站，位于福建省漳平市芦芝镇大深村，建于1958年，目前为四等站，邮政编码为364405。目前不再办理客运业务，但每日有一对往来漳平站与泉州东站的路用通勤列车停靠，办理职工通勤业务；货运仅办理专用线、专用铁道整车货物发到，铁矿石发送，车站设有福建省潘洛铁矿专用线。
漳泉肖线大深至湖头为加补区段，因车站下行方向的格口大桥与尾厝大桥不允许双机重联通过，从漳平发往泉州东的较重的货车都要在大深站进行补机后部作业，由双机DF4B推挽运行。